# BB-8
BB-8 é um droide da franquia Star Wars, cuja primeira aparição foi em 2015 no filme Star Wars: The Force Awakens. É um robô esférico com movimentação livre de sua cabeça em formato de domo, com inteligência artificial consegue se comunicar com quase todas as espécies da galáxia inclusive humanos, BB-8 é interpretado por um fantoche e também por uma unidade robótica controlada por controle remoto.